# Meati

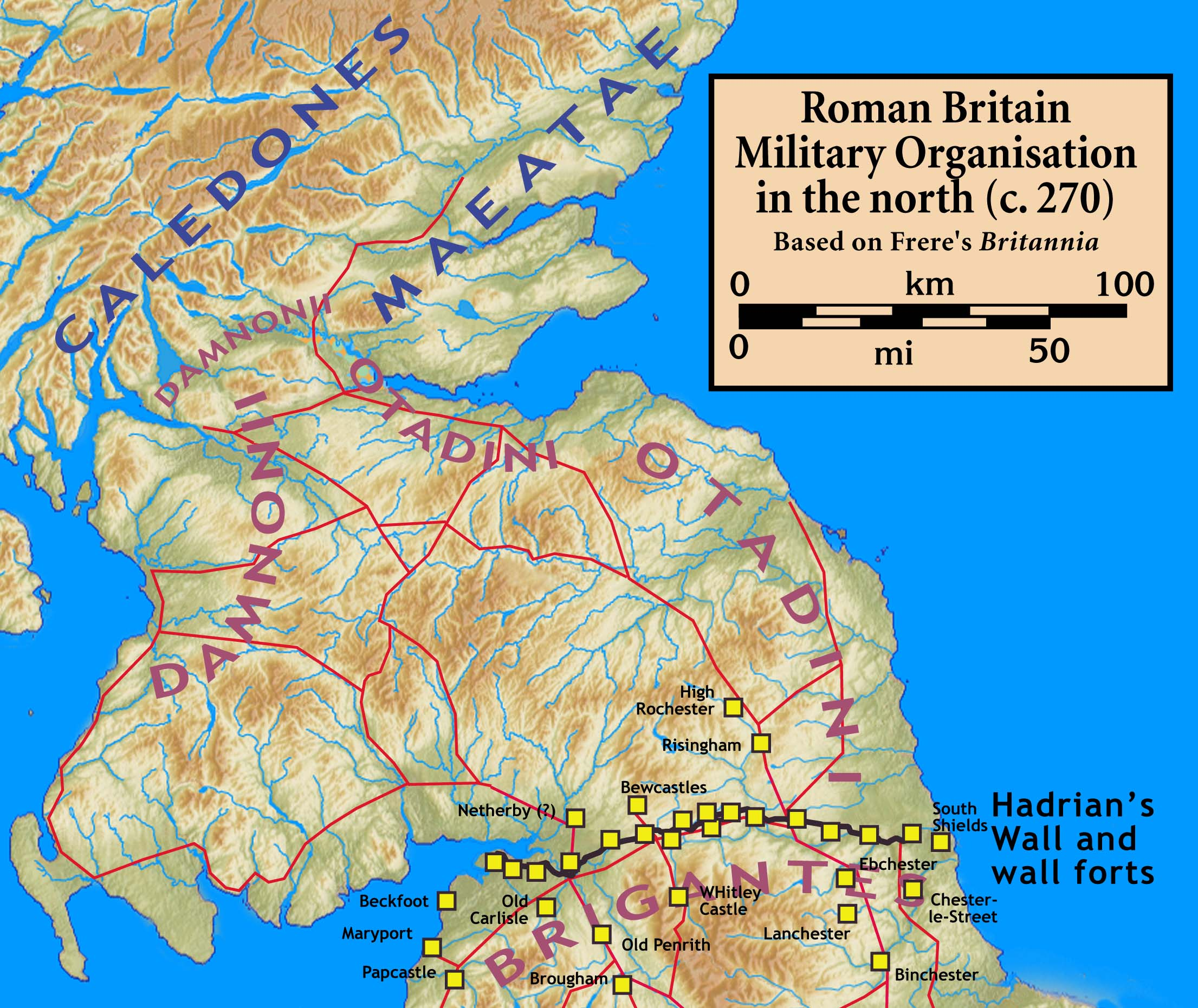
Mappa descrittiva delle popolazioni presenti nel nord dell'attuale Scozia, lungo i confini fortificati dell'Impero romano in Britannia

I Meati (lat. Maeatae) erano una confederazione di tribù che viveva tra il
Vallo di Adriano e il Vallo di Antonino o, più probabilmente, a nord-est di quest'ultimo vallo, in Caledonia.

## Storia
Sulla sommità della collina di Dumyat, nelle Ochil Hills, ci sono i resti di una fortezza che domina la piana di Stirling. Gli studiosi pensano che il suo nome sia una corruzione di Dun Maeatae, cioè collina dei Meati.  Questa può aver segnato il loro confine settentrionale, mentre Myot Hill presso Falkirk il loro confine meridionale.
I Meati sembrerebbero essere il risultato dei trattati stretti tra l'Impero romano e diverse tribù di confine durante il governatorato di Ulpio Marcello (anni Ottanta del II secolo).
Nel 210 diedero vita a una dura ribellione contro l'Impero romano.
Probabilmente sono gli stessi Miathi citati da Adomnán nella Vita di Columba, da identificare con i Pitti meridionali del VI-VII secolo.

## Usi e costumi
Secondo lo storico Cassio Dione Cocceiano, i Meati abitavano regioni con pianure paludose, dove i villaggi non erano fortificati ed i campi non risultavano coltivati. Vivevano invece di pastorizia, caccia e la raccolta di frutti, senza utilizzare la pesca che in quei mari sarebbe stata una fonte inesauribile. Vivono in capanne, nudi e scalzi, possiedono in comune le loro donne. Hanno una forma di governo democratico, ma vivono di saccheggi e di conseguenza scelgono i loro uomini più arditi come governanti. Vanno in battaglia su carri di piccoli dimensioni, trainati da cavalli molto veloci. Esistono anche reparti di fanteria, molto rapida nella corsa. Per le armi hanno scudi ed una lancia corta, con una specie di mela in bronzo fissato all'estremità della lancia, in modo che quando si scuote prima dello scontro armato, il nemico nel viene terrorizzato, oltre ad un pugnale. Possono sopportare fame e freddo e ogni tipo di disagio, perché si immergono nelle paludi, dove riescono a sopravvivere per numerosi giorni solo con la testa fuori dall'acqua, trovando nelle cortecce e nelle radici degli alberi dei boschi il loro sostentamento, impedendo loro di patire la fame o la sete.
Erodiano aggiunge che questo popolo, oltre ad abitare territori paludosi, poiché spesso inondati dal mare, è abituato a nuotare o guadare i fiumi, dal momento che sogliono andare in giro nudi, tanto che spesso i loro corpi si confondono con la natura che li circonda. Indossano ornamenti di ferro alla gola ed alla vita, e considerano il ferro simbolo di ricchezza, come se fosse oro. Hanno il loro corpo tatuato con disegni colorati rappresentanti molte specie di animali, per questo non indossano vestiti che ne nasconderebbero le decorazioni sui loro corpi. Sono estremamente selvaggii e bellicosi, seppure siano armati solo  di una lancia ed uno scudo stretto, oltre ad una spada appesa con un nastro ai loro corpi nudi. Non usano elmi o corazze, considerandoli ingombri per attraversare le numerose paludi dei loro territori.